# SM U-23 (1912)
SM U-23 – niemiecki okręt podwodny typu U-23 zbudowany w  Friedrich Krupp Germaniawerft, Kilonii w latach 1911-1913. Wodowany 12 kwietnia 1912 roku, wszedł do służby w Cesarskiej Marynarce Wojennej 11 września 1913 roku. 1 sierpnia 1914 roku został przydzielony do IV Flotylli pod dowództwem kapitana Erwina Weisbacha. U-23 w czasie trzech patroli zatopił 7 statków nieprzyjaciela o łącznej wyporności 8 822 GRT.
26 listopada 1914 roku nowym dowódcą został kapitan Hans Adam, którego po miesiącu, także na niecały miesiąc, zastąpił Egewolf Frhr. von Berckheim. 13 stycznia 1915 roku na dowódcę U-23 został mianowany Hans Schultheß.
Pierwszym zatopionym statkiem przez U-23 był brytyjski parowiec „Invergyle” o wyporności 1 794 GRT (13 marca 1915). Statek płynął niezaładowany do Hartlepool. Został zaatakowany i zatonął około 12 mil na północny wschód od Tyne. 15 maja U-30 zatopił dwa kolejne statki: brytyjski „Fingal” (1 562 GRT) oraz duński „Martha” (1 182 GRT).
20 lipca 1915 roku brytyjski okręt podwodny HMS C27 wraz z trawlerem „Prince Louise” zatopił U-23 w obszarze morskim pomiędzy Orkadami, a Szetlandami. Zginęło 24 członków załogi, a 10 dostało się do niewoli.